# Josif Ivanovič Gejbo
Josif Ivanovič Gejbo (rusko Иосиф Иванович Гейбо), sovjetski častnik, vojaški pilot, letalski as in heroj Sovjetske zveze, * 25. april 1910, Valuškoje, Oblast donske vojske, Ruski imperij (danes Luganska oblast, Ukrajina), † 16. april 1992, Samara, Rusija.
Gejbo je v svoji vojaški službi dosegel 11 samostojnih in 1 skupno zračno zmago v 252 bojnih poletih.

## Življenje
Leta 1933 je vstopil v VVS ZSSR in bil poslan na kačinsko letalsko šolo, ki jo je končal decembra 1934.
Med sovjetsko-japonsko mejno vojno leta 1939 je bil pripadnik 70. lovskega letalskega polka (70. IAP); takrat je dosegel 2 samostojni in eno skupno zračno zmago.
V istem polku je služil med zimsko vojno, ko je dosegel 4 samostojne zračne zmage.
Med drugo svetovno vojno je bil pripadnik 46. in 20. lovskega letalskega polka; dosegel je pet samostojnih zračnih zmag.
Po vojni je sprva dodeljen harkovski vojno-letalski akademiji.
Nato je postal namestnik poveljnika 263. lovske letalske divizije (263. IAD), nakar je bil imenovan za poveljnika 309. lovske letalske divizije.
Potem je bil prestavljen v 6. gardno lovsko letalsko divizijo (6. GIAD).
V svoji karieri je letal na I-152, I-153, I-16 in LaGG-3.

## Odlikovanja
- heroj Sovjetske zveze (28. april 1945)
- red Lenina
- red rdeče zastave (4x)
- red Kutuzova II. stopnje